# 第52回ダヴィッド・ディ・ドナテッロ賞
第52回ダヴィッド・ディ・ドナテッロ賞（だい52かいダヴィッド・ディ・ドナテッロしょう）の授賞式は、2007年6月14日にローマで行われた。

ノミネートは2007年5月8日に発表された。『題名のない子守唄』が最多12件のノミネートを獲得し、『題名のない子守唄』と『マイ・ブラザー』がそれぞれ最多5部門で受賞した。

## 受賞とノミネート一覧
太字が受賞者。

### 作品賞
- 題名のない子守唄 La sconosciuta（監督：ジュゼッペ・トルナトーレ）
- 気ままに生きて Anche libero va bene[1]（監督：キム・ロッシ・スチュアート）
- ポー川のひかり Centochiodi[2]（監督：エルマンノ・オルミ）
- マイ・ブラザー Mio fratello è figlio unico（監督：ダニエーレ・ルケッティ）
- 新世界 Nuovomondo[1]（監督：エマヌエーレ・クリアレーゼ）

### 監督賞
- ジュゼッペ・トルナトーレ（『題名のない子守唄』）
- マルコ・ベロッキオ（『結婚演出家』[1]）
- エマヌエーレ・クリアレーゼ（『新世界』）
- ダニエーレ・ルケッティ（『マイ・ブラザー』）
- エルマンノ・オルミ（『ポー川のひかり』）

### 新人監督賞
- キム・ロッシ・スチュアート（『気ままに生きて』）
- アレッサンドロ・アンジェリーニ（『潮風に吹かれて』[3]）
- フランチェスコ・アマート（『Ma che ci faccio qui』）
- ジャンバッティスタ・アヴェッリーノ、フィカッラ＆ピコーネ（『Il 7 e l'8』）
- ダヴィデ・マレンゴ（『あのバスを止めろ』）

### 脚本賞
- ダニエーレ・ルケッティ、サンドロ・ペトラリア、ステファノ・ルッリ（『マイ・ブラザー』）
- リンダ・フェッリ、フランチェスコ・ジャムッソ、キム・ロッシ・スチュアート、フェデリコ・スタルノーネ（『気ままに生きて』）
- エマヌエーレ・クリアレーゼ（『新世界』）
- ジュゼッペ・トルナトーレ（『題名のない子守唄』）
- エルマンノ・オルミ（『ポー川のひかり』）

### プロデューサー賞
- ドナテッラ・ボッティ（BIANCAFILM）、Rai Cinema（『潮風に吹かれて』）
- ファブリツィオ・モスカ（Titti Film）、Rai Cinema、Memento Films、Respiro（『新世界』）
- Medusa Film（『題名のない子守唄』）
- Cattleya（『マイ・ブラザー』）
- ルイージ・ムジーニ、ロベルト・チクット（Cinemaundici）（『ポー川のひかり』）

### 主演女優賞
- クセニア・ラパポルト（『題名のない子守唄』）
- ドナテッラ・フィノッキアーロ（『結婚演出家』）
- マルゲリータ・ブイ（『対角に土星』[3]）
- ジョヴァンナ・メッツォジョルノ（『いつか翔べるように』[3]）
- ラウラ・モランテ（『Liscio』）

### 主演男優賞
- エリオ・ジェルマーノ（『マイ・ブラザー』）
- ジャコモ・リッツォ（『家族の友人』[1]）
- ヴィンチェンツォ・アマート（『新世界』）
- ミケーレ・プラチド（『題名のない子守唄』）
- キム・ロッシ・スチュアート（『気ままに生きて』）

### 助演女優賞
- アンブラ・アンジョリーニ（『対角に土星』）
- アンジェラ・フィノッキアーロ（『マイ・ブラザー』）
- ミケーラ・チェスコン（『潮風に吹かれて』）
- フランチェスカ・ネリ（『La cena per farli conoscere』）
- サブリナ・インパッチャトーレ（『ナポレオンの愛人』[4]）

### 助演男優賞
- ジョルジョ・コランジェリ（『潮風に吹かれて』）
- ヴァレリオ・マスタンドレア（『ナポレオンの愛人』）
- ニネット・ダヴォリ（『ふたつにひとつ』）
- エンニオ・ファンタスティキーニ（『対角に土星』）
- リッカルド・スカマルチョ（『マイ・ブラザー』）

### 撮影監督賞
- ファビオ・ザマリオン（『題名のない子守唄』）
- アレッサンドロ・ペッシ（『ナポレオンの愛人』）
- ルカ・ビガッツィ（『家族の友人』）
- アニエス・ゴダール（『新世界』）
- ファビオ・オルミ（『ポー川のひかり』）

### 作曲賞
- エンニオ・モリコーネ（『題名のない子守唄』）
- テオ・テアルド（『家族の友人』）
- ネッファ（『対角に土星』）
- フランコ・ピエルサンティ（『マイ・ブラザー』）
- ファビオ・ヴァッキ（『ポー川のひかり』）

### オリジナル歌曲賞
- La paranza および Mi persi - 作：ダニエーレ・シルヴェストリ（『あのバスを止めろ』）
- Fascisti su Marte - 作：コッラード・グッツァンティ（『Fascisti su Marte』）
- Eppur sentire (un senso di te) -  作：パオロ・ブォンヴィーノ、エリサ（『モニカ・ベルッチの恋愛マニュアル』）
- Passione - 作：ネッファ（『対角に土星』）
- Centochiodi - 作：パオロ・フレーズ（『ポー川のひかり』）

### 美術賞
- カルロス・コンティ（『新世界』）
- フランチェスコ・フリジェーリ（『ナポレオンの愛人』）
- トニーノ・ゼーラ（『題名のない子守唄』）
- ジュゼッペ・ピッロッタ（『ポー川のひかり』）
- アンドレア・クリザンティ（『La masseria delle allodole』）

### 衣装デザイン賞
- マリアーノ・トゥファーノ（『新世界』）
- マウリツィオ・ミッレノッティ（『ナポレオンの愛人』）
- ニコレッタ・エルコレ（『題名のない子守唄』）
- マリアリータ・バルベラ（『マイ・ブラザー』）
- リーナ・ネルリ・タヴィアーニ（『La masseria delle allodole』）

### 編集賞
- ミルコ・ガッローネ（『マイ・ブラザー』）
- フランチェスカ・カルヴェッリ（『結婚演出家』）
- マリリン・モンティウ（『新世界』）
- マッシモ・クアリア（『題名のない子守唄』）
- パトリツィオ・マローネ（『対角に土星』）

### 録音賞
- ブルーノ・プッパロ（『マイ・ブラザー』）
- マリオ・イアクオーネ（『気ままに生きて』）
- ピエール・イヴ・ラブエ（『新世界』）
- ジルベルト・マルティッネリ（『題名のない子守唄』）
- マルコ・グリッロ（『対角に土星』）

### 特殊視覚効果賞
- L'ètude et la supervision des trucages（フランス） （『新世界』）
- ステファノ・コッチャ、マッシモ・コンティーニ、Frame by frame、Rebel think、Sirenae Film Post、Spark digital Entertainment、マルティーナ・ヴェネットーニ、VISION（『Fascisti su Marte』）
- Proxima（『ナポレオンの愛人』）
- LUMIQ STUDIOS（『Il mercante di pietre』）
- FX Italia Digital Group（『La masseria delle allodole』）

### 長編ドキュメンタリー賞
- Il mio paese（監督：ダニエーレ・ヴィカーリ）
- 100 anni della nostra storia（監督：ジャンフランコ・パンノーネ、マルコ・シモン・プッチョーニ）
- Bellissime (seconda parte)（監督：ジョヴァンナ・ガリアルド）
- Souvenir Srebrenica（監督：ルカ・ロシーニ）
- L'udienza è aperta（監督：ヴィンチェンツォ・マッラ）

### 短編映画賞
- Meridionali senza filtro（監督：ミケーレ・ビーア）
- Armando（監督：マッシミリアーノ・カマイーティ）
- La cena di Emmaus（監督：ジョゼ・コルヴァリア）
- Solo cinque minuti（監督：フィリッポ・ソルディ）
- Travaglio（監督：レレ・ビスクッシ）

### EU映画賞
- 善き人のためのソナタ（監督：フロリアン・ヘンケル・フォン・ドナースマルク）
- あるスキャンダルの覚え書き（監督：リチャード・エアー）
- ぼくの大切なともだち（監督：パトリス・ルコント）
- クィーン（監督：スティーブン・フリアーズ）
- ボルベール〈帰郷〉（監督：ペドロ・アルモドバル）

### 外国映画賞
- バベル（監督：アレハンドロ・ゴンサレス・イニャリトゥ）
- 硫黄島からの手紙（監督：クリント・イーストウッド）
- リトル・ミス・サンシャイン（監督：ジョナサン・デイトン＆ヴァレリー・ファリス）
- 幸せのちから（監督：ガブリエーレ・ムッチーノ）
- ディパーテッド（監督：マーティン・スコセッシ）

### トリノ・ピエモンテ・フィルム・コミッション賞
- ポー川のひかり（監督：エルマンノ・オルミ）
- 結婚演出家（監督：マルコ・ベロッキオ）
- 気ままに生きて（監督：キム・ロッシ・スチュアート）
- 星なき夜に（監督：ジャンニ・アメリオ）
- 新世界（監督：エマヌエーレ・クリアレーゼ）

### ヤング・ダヴィッド賞
- ミルコのひかり Rosso come il cielo[5]（監督：クリスティアーノ・ボルトーネ）
- 新世界 Nuovomondo（監督：エマヌエーレ・クリアレーゼ）
- 対角に土星 Saturno contro（監督：フェルザン・オズペテク）
- Notte prima degli esami - Oggi（監督：ファウスト・ブリッツィ）

### ダヴィッド特別賞
- アルマンド・トロヴァヨーリ
- ジュリアーノ・モンタルド
- カルロ・リッツァーニ